# グリーンビル (イリノイ州)
グリーンビル（Grennville）は、アメリカ合衆国イリノイ州の都市。ボンド郡の郡庁所在地である。2010年の国勢調査時点での人口は7,000人。セントルイスから東へ約80kmほど進んだ位置にあり、セントルイス都市圏に含まれる。 
グリーンビルは2015年に創設200周年を迎えたイリノイ州最古の都市の一つである。グリーンビル大学やアメリカ農業遺産博物館などがある。また、ネヴコ・スコアボードという世界最大のスコアボード製造業者やデムーリン・ブラザーズという世界最大かつ最古のバンド・ユニフォーム製造業者が位置している。

## 歴史

### 19世紀
1815年、ジョージ・ダビットソンが小さな川を見下ろせる崖の上の土地160エーカーを取得したのがグリーンビルの始まりである。当時、この土地はまだイリノイ準州マディソン郡に属していた。ダビットソンはこの地に酒屋を開き、翌年には土地の区画販売を開始した。また、1819年には連邦政府がこの地に郵便局を設置。当初は村として発足したが、1855年に町（Town）、1872年には市（City）に昇格した。名前の由来を示すものはほとんど残されていないが、一説ではノースカロライナ州グリーンビルと同じようにアメリカ独立戦争の将軍ナサニエル・グリーンから取られたのではないかと考えられている。また、初期の入植者トーマス・ホワイトが「ここは非常に緑豊かで良い土地だ。」と言ったからという説や、この町の最初の承認であるグリーン・P・ライスから取ったという説も存在する。
1821年、従来の郡庁所在地ペリービルがファイエット郡に合併するのに伴い、グリーンビルがボンド郡の新たな郡庁所在地となった。その際ダビットソンは郡庁に土地を提供し、その地に郡庁舎が設置され現在に至る。
1840年代にはボンド郡の住民が秘密結社地下鉄道に参加し、奴隷開放のために活動しており、ミズーリ州から逃れてきた奴隷が辿り着いていた。中でもジョン・リーパーは自らの製粉業の影に隠して地下鉄道の活動を行なっていた。
1855年、グリーンビル大学の前身となる女子大学、アルマリア・カレッジがこの地に設立された。同大学の歴史に詳しいドナルド・ジョーダール教授はアルマリア・カレッジを「西部に拡大した最初期の女性教育機関であり、女性参政権やウーマンリブ運動の背景になった。」と評している。実際、ボンド郡で女性参政権が認められたのは1914年であった。
1858年には上院議員選挙の際にエイブラハム・リンカーンとスティーブン・ダグラスがグリーンビルを訪れ、演説を行った。

### 20世紀
1915年11月21日には自由の鐘がサンフランシスコで開催されたサンフランシスコ万博からペンシルベニア州に戻る途上でグリーンビルを通過した 。 
グリーンビル公共図書館はカーネギー図書館の一つとして設立され、 全米国家歴史登録財にも登録されている。また、グリーンビル・カレッジのホーグホールも国家登録簿に掲載されていたが、2008年に解体された。 
1934年4月18日、世界恐慌により500人の抗議者がイリノイ州緊急救援委員会に行進し、州政府および連邦政府からの緊急物資の配達についての陳情を提出した。 
イリノイ州出身の大統領ロナルド・レーガンは1980年の大統領選挙の際にグリーンビルを訪れ、郡庁舎前で演説を行った。また、バラク・オバマも2004年にグリーンビルにあるボンド郡議会の民主党議員を訪問している。

## 地理
グリーンビルはボンド郡の北緯38度53分 西経89度24分 / 北緯38.883度 西経89.400度の位置にある。アメリカ国道40号線と州間高速道路70号線が市街地の南を通っており、道なりに西へ80km進むとセントルイス、東へ30km進むとヴァンダリアへ到着する。
また、近くには州都スプリングフィールドとイリノイ州南部を南北に結ぶイリノイ州道127号線が通っている。
また、カンバーランド道路もグリーンビルを通っており、グリーンビルの東でイリノイ州道140号線、西でアメリカ国道140号線と接続している。この道路計画では当初グリーンビルとセントルイスを結ぶ予定であった。しかし、イリノイ州議会は州内の都市をミシシッピ川と接続させるためにオールトン経由の案を推していた。1840年、グリーンビルの東方30kmにあるヴァンダリアまで道路が開通し連邦政府の建設資金が底をついた際、州議会は資金の拠出を拒否した。オールトン延伸案はその後も南北戦争までイリノイ州の一大争点であった。
2010年国勢調査によると、グリーンビルの総面積は6.19平方マイル (16.03 km2)  である。

## 人口動静
以下は、2000年国勢調査における人口統計データである。
| 基礎データ - 人口：6,955人 - 世帯数：2,019世帯 - 家族数：1,280家族 - 人口密度：516.4人/km² - 住居数：2,171軒 - 住居密度：161.2軒/km² 人種別人口構成 - 白人：82.40% - アフリカン・アメリカン：15.44% - ネイティブ・アメリカン：0.62% - アジア人：0.47% - その他：0.37% - 混血：0.69％ - ヒスパニック・ラテン系：2.46% 世帯と家族 - 18歳未満の子供がいる: 30.0% - 結婚・同居している世帯: 50.7% - 未婚・離婚女性が世帯主である世帯: 10.0% - 非家族世帯: 36.6% - 単身世帯: 33.4% - 65歳以上の老人1人暮らし: 17.7% - 平均構成人数 - 世帯: 2.28人 - 家族: 2.90人 | 年齢別人口構成 - 18歳未満：15.9% - 18歳-24歳：18.1% - 25歳-44歳：32.7% - 45歳-64歳：18.7% - 65歳以上：14.6% - 年齢の中央値：34歳 - 性比（女性100人あたり男性の人口） - 総人口: 143.6 - 18歳以上: 152.5 収入と家計 - 収入の中央値 - 世帯: 35,650米ドル - 家族: 45,557米ドル - 性別 - 男性: 26,10米ドル - 女性: 20,889米ドル - 人口1人あたり収入: 17,326米ドル - 貧困線以下 - 対人口: 8.8% - 対家族数: 11.8% - 18歳未満: 14.0% - 65歳以上: 9.9% |

## 政治
グリーンビル初代市長であるジェームズ・ブラッドフォードは1873年に選出された。彼はブラッドフォード銀行のオーナーであり、のちにイリノイ州議員に選出された。     

## 教育
1992年、自由メソジスト教会が運営する私立グリーンビル大学が創設100周年を迎え、NBCの番組トゥデイで報道された。同大学は2006年にもトゥディに取り上げられ、急成長するキリスト教系大学の一つとして紹介された。

## 文化
37年にわたり、グリーンビルではクリスチャン音楽祭「アガペ・ミュージック・フェスティバル」が毎年開催されている。この音楽祭はグリーンビル大学の学生により運営されている。この音楽祭では数多くの有名クリスチャンバンドが演奏しており、2013年にはメインアクトとしてアウル・シティーが出演した。同大学は2014年にミズーリ州セントチャールズにあるファミリー・アリーナへ会場を移転することを発表したが、チケット販売の不調に開催1週間前に中止が発表された。その後、運営団体が近年中に元々の開催場所であるボンド郡フェアグラウンドへ開催場所を戻すことを発表した。また、グリーンビル空港はかつて世界パワーパラシュート選手権の会場として毎年使用されていた。

## レクリエーション
グリーンビル空港がダウンタウンの5km南に位置しており、スカイダイビングの拠点として利用されている。
面積775エーカーの人造湖、ガバナー・ボンド・レイクがグリーンビル近郊に位置する。1960年代に飲料水の確保を目的としてつくられたこの湖は現在では釣りやボート、その他のレクリエーションで利用されている。また、グリーンビルから17マイル離れた場所にはイリノイ州最大の人工湖であるカーライル湖がある。

## 名所
グリーンビルには、壁画やアンティークショップが並ぶ昔ながらの街並みが存在し、市はダウンタウンの壁画修復プロジェクトを実施している。  
1858年にリンカーンとダグラスが上院議員選挙中に演説したことを記念する石碑が設置されている。

## 交通
グリーンビル空港が市街地から3マイル離れた場所にある。
また、州間高速道路70号線、アメリカ国道40号線、イリノイ州道127号・140号線がグリーンビルを通っている。
ボンド郡交通局がバスを運行しており、グリーンビルにも複数のバス停が存在する。 

## 著名人
- アルフレッド・ジョイ：天文学者
- エドヴィン・クレーブス：ノーベル賞受賞者
- マニュエル・ベラスケス：反ボクシング活動家